# Hingham (condado de Plymouth)
Hingham es un lugar designado por el censo ubicado en el condado de Plymouth en el estado estadounidense de Massachusetts. En el Censo de 2010 tenía una población de 5.650 habitantes y una densidad poblacional de 690,34 personas por km².

## Geografía
Hingham se encuentra ubicado en las coordenadas 42°13′59″N 70°53′22″O / 42.23306, -70.88944. Según la Oficina del Censo de los Estados Unidos, Hingham tiene una superficie total de 8.18 km², de la cual 8.02 km² corresponden a tierra firme y (2.03%) 0.17 km² es agua.

## Demografía
Según el censo de 2010, había 5.650 personas residiendo en Hingham. La densidad de población era de 690,34 hab./km². De los 5.650 habitantes, Hingham estaba compuesto por el 96.8% blancos, el 0.3% eran afroamericanos, el 0.23% eran amerindios, el 1.01% eran asiáticos, el 0.02% eran isleños del Pacífico, el 0.27% eran de otras razas y el 1.38% pertenecían a dos o más razas. Del total de la población el 0.97% eran hispanos o latinos de cualquier raza.